# Екзорцист: Вірянин
«Екзорцист» (англ. The Exorcist: Believer) — американський надприродний фільм жахів режисера Девіда Гордона Гріна за сценарієм Гріна, Пітера Саттлера, Скотта Тімса і Денні Макбрайда. Фільм заснований на однойменному романі 1971 року Вільяма Пітера Блетті і є прямим продовженням фільму «Екзорцист» Вільяма Фрідкіна 1973 року.
Проект був анонсований у серпні 2020 року як перезапуск франшизи. Згодом було оголошено, що фільм стане прямим продовженням «Екзорциста». Компанія Universal Pictures випустила фільм 13 жовтня 2023 року.

## В ролях
- Леслі Одом-молодший — Таннер
- Еллен Берстін — Кріс Макніл
- Енн Дауд — Пола

## Виробництво

### Розробка
У серпні 2020 року було оголошено, що компанія Morgan Creek Entertainment займається розробкою нового фільму «Екзорцист», який стане перезапуском франшизи. Незабаром після цього оголошення з'явилася онлайн-петиція шанувальників франшизи з вимогою скасувати перезапуск. У петиції було сказано, що фільм «Екзорцист» 1973 року є «шедевром» Вільяма Фрідкіна і «класикою» фільмів жахів, а підписали петицію категорично проти спроб «жадібної голлівудської машини» заробити на рімейку цього фільму і закликали замість цього створювати нові.
У грудні 2020 року автори фільму уточнили, що він буде не перезапуском, а прямим продовженням оригінального фільму.
У липні 2021 року стало відомо, що планується створити не один сіквел, а цілу трилогію. Режисером першого фільму був призначений Девід Гордон Грін. Еллен Берстін знову зіграє роль Кріс Макніл із оригінального фільму. Також у фільмі зніметься Леслі Одом-молодший. Виробництвом фільму зайнялися компанії Blumhouse Productions, Morgan Creek Entertainment та Universal Pictures.

### Зйомки
У червні 2022 року Еллен Берстін підтвердила, що завершила свої зйомки у фільмі.

## Прем'єра
Прем'єра фільму в США відбудеться 13 жовтня 2023.

## Майбутнє
У липні 2021 року було анонсовано ще два фільми, які стануть продовженням «Екзорциста» у рамках нової трилогії.